# Massinissa

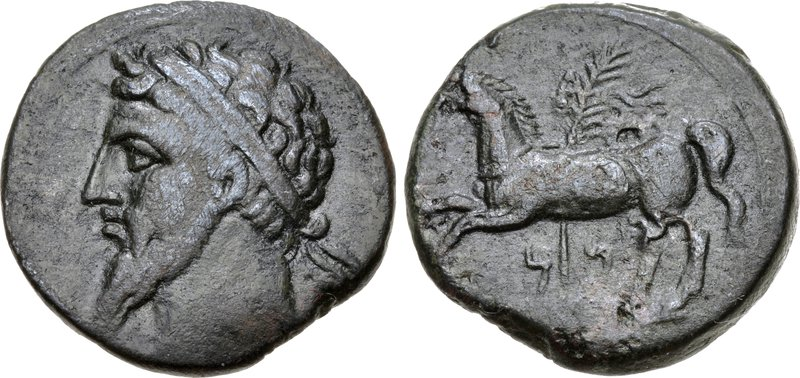
Münze des Massinissas

Massinissa (auch Masinissa; griech. Massanasses, Zentralatlas-Tamazight ⵎⴰⵙⵏⵙⵏ Masnsen; * 238 v. Chr.; † 149 v. Chr.) war zunächst König der Massylier oder östlichen Numider und später König von ganz Numidien (201 bis 149 v. Chr.). Von 213 bis 206 v. Chr. war er mit Karthago im Bunde, paktierte dann jedoch mit den Römern. Er zählte am Ende zu den schärfsten Gegnern der Punier.

## Leben
Massinissa wurde als Sohn des Fürsten Gala (auch Gaia) vom Stamme der Massylier geboren. Er verlebte seine Jugendzeit in Karthago und verlobte sich hier mit Sophonisbe, einer Tochter des Hasdrubal, des Sohnes des Gisgos. Er wurde in Karthago erzogen und in der punischen Kriegstechnik geschult. Im Gerangel mit dem auf römischer Seite stehenden Syphax, König der Massäsylier oder westlichen Numider um die Herrschaft, verbündete sich Massinissa während des 2. Punischen Krieges (218 bis 201 v. Chr.) mit Karthago und nahm zusammen mit einem punischen Heer unter Hasdrubal an deren Kämpfen gegen Syphax teil, bis dieser zum Frieden mit Karthago gezwungen war.
212 v. Chr. setzte er mit Hasdrubal nach Spanien über, wo er mit seinen numidischen Reitern entscheidend zum Sieg über die Brüder Publius Cornelius Scipio und Gnaeus Cornelius Scipio Calvus beitrug. Er nahm auch in den folgenden Jahren auf Seiten der Karthager am Krieg in Spanien teil.
Als das Kriegsglück sich den Römern zuneigte, schwenkte er auf deren Seite über, nicht zuletzt hervorgerufen durch Hasdrubal, der seine Tochter Sophonisbe aus politischem Kalkül mit dem Erzrivalen Syphax verheiratet hatte, was Massinissa zutiefst gekränkt hatte. Er unterstützte nun Rom im Kampf gegen Karthago und belieferte die römische Streitmacht mit Getreide, Soldaten und Kriegselefanten. Nachdem er nach Afrika zurückgekehrt war, wurde er von Syphax geschlagen und aus Ostnumidien vertrieben. Als Scipio der Ältere 204 v. Chr. in Afrika landete, konnte er sich nur als Flüchtling bei ihm einfinden.
Massinissa leistete indes den Römern in den Kämpfen wichtige Dienste; namentlich trug er bei dem Überfall, durch welchen 203 v. Chr. die Heere des Hasdrubal und des Königs Syphax vernichtet wurden, wesentlich zum Sieg bei. Zusammen mit Laelius machte Massinissa noch im selben Jahr einen Einfall in das Reich des Syphax, wobei dieser Ende 202 v. Chr. besiegt und gefangen genommen wurde. Da Sophonisbe als Siegesbeute in seine Hände fiel, vermählte er sich mit ihr. Weil Scipio ihre Auslieferung verlangte, reichte er ihr selbst den Giftbecher.
Mit römischer Hilfe hatte er sich gegen Syphax durchgesetzt. Im Frieden mit Rom musste Karthago Massinissa als König von Numidien anerkennen und Gebiete in Tripolitanien an ihn abtreten. Als Belohnung für die geleisteten Dienste erhielt er das Reich des Syphax. Das Medjerda-Tal (der Fluss hieß damals Bagradas) wurde der punischen Herrschaft entrissen. Hauptstadt Numidiens wurde Cirta, das heutige Constantine in Algerien.
Im Friedensdiktat wurde den Karthagern 201 v. Chr. die Verpflichtung auferlegt, dem Verbündeten Massinissa alles zurückzuerstatten, was ihm oder seinen Vorfahren von ihnen entrissen worden war. Diese Bestimmung wurde von ihm während seiner langen Regierung benutzt, um den Karthagern, welchen verboten worden war, in Afrika ohne Erlaubnis der Römer einen Krieg anzufangen, einen Teil ihres Gebiets nach dem anderen zu entreißen. Zugleich nährte und steigerte Roms Verbündeter die Parteinahme für ihn in der Stadt. Es gab dort drei Parteien, die sich untereinander befehdeten: eine römisch gesinnte, eine im Dienste des Massinissa stehende und eine Volkspartei.
Vergebens suchten die Karthager Schutz bei den Römern; diese trafen entweder keine oder eine den Karthagern ungünstige Entscheidung. 151 v. Chr. wurde die Partei Massinissas von den Karthagern aus der Stadt vertrieben und sie griffen schließlich 150 v. Chr. zu den Waffen. Das Heer ihres Feldherrn Hasdrubal wurde jedoch von Massinissa geschlagen. Der Feldherr musste einen Vertrag eingehen, in welchem er sich für die Karthager verpflichtete, auf alles streitige Gebiet zu verzichten und 5.000 Talente Silber zu zahlen; der Rest seines Heers musste ohne Waffen abziehen, wurde aber auf dem Weg von Gulussa, dem Sohn Massinissas, überfallen und großenteils niedergemacht.
Als jedoch die Römer den Vertragsbruch Karthagos benutzten, um diesem den dritten Punischen Krieg zu erklären, erkannte Massinissa zu spät, dass er in seinem Hass gegen Karthago bloß Roms Übermacht zum Nachteil seines eigenen Reichs gefördert hatte. Er unterstützte die Römer nur widerwillig, starb aber schon bei Beginn des Kriegs 149 v. Chr., 90 Jahre alt. Das Numiderreich wurde auf Wunsch des sterbenden Massinissa durch Scipio den Jüngeren unter die Königssöhne Micipsa, Gulussa und Mastanabal verteilt.